# Xenagama batillifera
Xenagama batillifera är en ödleart som beskrevs av den franske zoologen  Léon Vaillant 1882. Xenagama batillifera ingår i släktet Xenagama, och familjen agamer. Inga underarter finns listade.

## Utbredning
Xenagama batillifera förekommer i nordvästra Somalia och östra Etiopien.